# Hickory Hills (Illinois)
Hickory Hills – miasto w Stanach Zjednoczonych, w stanie Illinois, w hrabstwie Cook.

## Demografia
Ludność: 13 926 mieszkańców (2000), 13 884 osoby (2023), powierzchnia 7,3 km². Skupisko Polonii (w 2000 r. 26,9% populacji miasta).